# Cancionero de Roma
El Cancionero de Roma (abreviado RC1) es una antología manuscrita que contiene veintiséis poemas en español de los cuales catorce son obra de Antón de Montoro. Fue publicado en Roma hacia 1465. Actualmente se conserva en la biblioteca Casanatense. Todos los poemas más uno aparecen también en el documento PN10, conservado en la biblioteca nacional de Francia, en París.